# Gaetano Piccinini
Gaetano Piccinini (Avezzano, 6 febbraio 1904 – Roma, 29 maggio 1972) è stato un presbitero italiano, è annoverato tra i Giusti tra le nazioni.

## Biografia

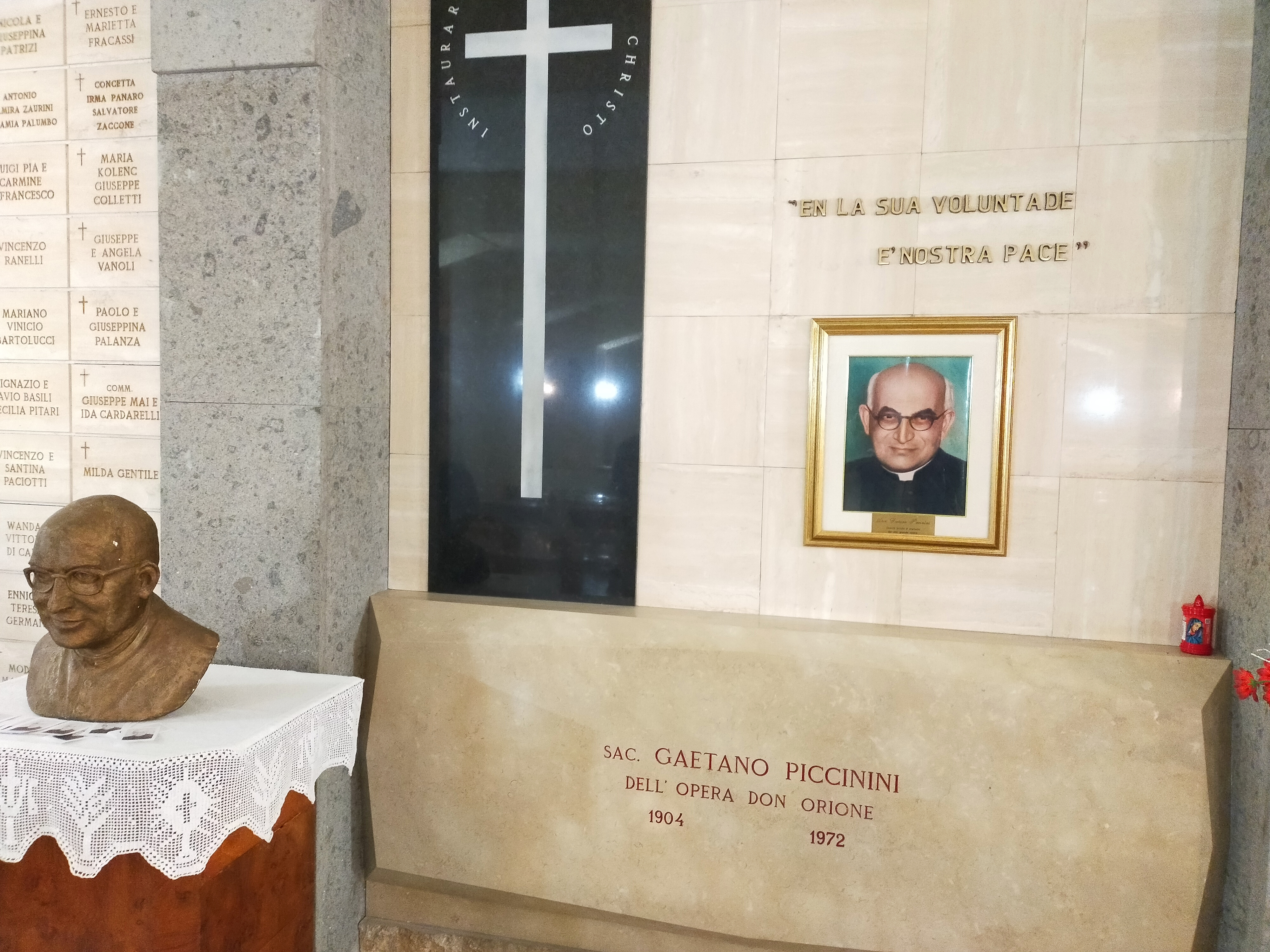
Tomba di don Gaetano nella cripta della chiesa di Nostra Signora del Suffragio in Don Orione ad Avezzano

Gaetano Piccinini nacque ad Avezzano (AQ), in Abruzzo, nel 1904. Rimasto orfano a undici anni a causa del disastroso terremoto della Marsica del 1915 fu accolto da don Orione. Presto indossò i panni di probazione a Tortona (AL), mentre trascorse il noviziato a Villa Moffa, in località Bandito di Bra (CN). Divenne sacerdote nel giugno del 1927 e si laureò in lettere. Fu nominato reggente, preside e direttore di vari istituti orionini come l'istituto Dante Alighieri di Tortona, il collegio di San Giorgio a Novi Ligure (AL) e il pontificio istituto scolastico San Filippo Neri all'Appio in Roma. Svolse la sua attività religiosa nella congregazione orionina in Piemonte e nel Lazio. Si fece promotore di diverse aperture di istituti religiosi e case di accoglienza non solo in Italia ma anche a Londra, in Inghilterra, e negli Stati Uniti. Durante la permanenza in America, ebbe modo di conoscere John Fitzgerald Kennedy che grazie a lui visitò l'istituto orionino di Monte Mario a Roma.
Durante la seconda guerra mondiale operò attivamente nella salvaguardia della popolazione ebraica riuscendo a nascondere e a tutelare molte persone. Tra le personalità note soccorse e sottratte alle leggi razziali fasciste figurano lo scultore Arrigo Minerbi, il matematico e fisico Ettore Carniccio, la famiglia Ottolenghi. Salvò Bruno Camerini e la sua famiglia dal rastrellamento nazista del ghetto di Roma.
Dopo la guerra si prodigò per accogliere e aiutare gli orfani e i mutilati; accorse in Veneto in seguito all'alluvione del Polesine del novembre 1951; in Irpinia dopo il terremoto del 1962; nel Vajont dopo il disastro del 1963 e in Belice in seguito al terremoto del 1968.
Morì nella capitale nel 1972; da allora riposa nella cripta della chiesa di Nostra Signora del Suffragio presso l'istituto Don Orione ad Avezzano. 
Nel 1994 fu insignito dell'attestato di benemerenza dalla comunità ebraica di Roma e dall'ordine Bené Berith. Bruno Camerini fu il richiedente ufficiale dell'onorificenza di Giusto tra le nazioni concessa nel 2009 dall'istituto Yad Vashem di Gerusalemme; la cerimonia di consegna avvenne il 23 giugno 2011 presso il centro Don Orione a Monte Mario in Roma. È il 61° sacerdote iscritto all'elenco dei giusti italiani.

## Onorificenze
- Giusto tra le nazioni, Gerusalemme (Israele), 30 novembre 2009[5].

### Altri riconoscimenti
- Attestato di benemerenza concesso dalla comunità ebraica di Roma e dall'ordine Bené Berith, Roma (Italia), 1994[1].
- Diploma onorario dell'albero piantato a Gerusalemme in sua memoria, Gerusalemme (Israele), 22 ottobre 1994[1].
- Concorso rivolto alle scuole di ogni ordine promosso dall'istituto Don Orione e dalla diocesi di Avezzano in occasione del cinquantenario della morte, Avezzano (Italia), 2022[7].